# Initiative populaire « pour l'introduction d'un centime solaire »
L'initiative populaire « pour l'introduction d'un centime solaire », dite « initiative solaire », est une initiative populaire suisse, rejetée par le peuple le 24 septembre 2000.

## Contenu
L'initiative demande la modification de l'article 24octies de la Constitution fédérale pour instaurer une nouvelle taxe indexée de 0,1 centime par kilowattheure à la consommation pour toutes les formes d'énergie non renouvelables et ceci pendant 25 ans. La moitié des recettes liées à cette taxe doit être consacrée à l'énergie solaire, dont l'utilisation doit être encouragée.
Le texte complet de l'initiative peut être consulté sur le site de la Chancellerie fédérale.

## Déroulement

### Contexte historique
Cette initiative est examinée par les Chambres fédérales et par le gouvernement en parallèle avec une autre, intitulée « énergie et environnement », dont le but est de limiter, par le prélèvement d'une taxe la consommation de énergie non renouvelable « afin de protéger l'environnement, le paysage et le climat ».

### Récolte des signatures et dépôt de l'initiative
La récolte des 100 000 signatures nécessaires débute le 28 septembre 1993. Le 21 mars 1995, l'initiative est déposée à la Chancellerie fédérale, qui constate son aboutissement le 11 août.

### Discussions et recommandations des autorités
L'Assemblée fédérale et le Conseil fédéral rejettent tous deux cette initiative. Dans son message adressé aux chambres fédérales, le gouvernement recommande de rejeter les deux initiatives étudiées en raison des importants coûts d'adaptation nécessaires, en particulier dans le domaine de l'industrie. Il préconise, en lieu et place de la multiplication d'initiatives et de propositions visant à taxer l'énergie, la recherche d'une solution globale. Enfin, il rappelle que, sur le plan financier, « la priorité va aujourd'hui à l'équilibre du budget fédéral et au financement des projets ferroviaires, ainsi que de l'AVS/AI ».
Lors de son examen des deux initiatives, les chambres fédérales décident de leur présenter à toutes les deux un contre projet direct. Le contre-projet à l'initiative solaire est formulé comme un nouvel article constitutionnel instaurant une redevance de 0,3 centime par kilowattheure perçue pendant 10 ans sur le pétrole, le gaz naturel, le charbon et l'uranium pour l'encouragement à l'utilisation d'énergies renouvelables
Les recommandations de vote des partis politiques sont les suivantes : 
| Parti politique              | Recommandation |
| ---------------------------- | -------------- |
| Démocrates suisses           | non            |
| Parti chrétien-social        | oui            |
| Parti démocrate-chrétien     | non            |
| Parti évangélique            | oui            |
| Parti libéral                | non            |
| Parti de la liberté          | non            |
| Parti radical-démocratique   | non            |
| Parti socialiste             | oui            |
| Union démocratique du centre | non            |
| Les Verts                    | oui            |

### Votation
Le 24 septembre 2000, l'initiative est refusée par l'ensemble des 20 6/2 cantons et par 77,1 % des suffrages exprimés. Le tableau ci-dessous détaille les résultats par canton :
Le contre-projet du gouvernement est également refusé, mais seulement par 16 5/2 cantons et 51,8 % des suffrages exprimés. Le tableau ci-dessous détaille les résultats par canton :

## Effet
Le dépôt des deux initiatives énergétiques précède de peu celui d'une troisième sur le même sujet, présentée par le Parti écologique suisse, intitulée « pour garantir l'AVS - taxer l'énergie et non le travail! » et qui demande d'instaurer une taxe énergétique pour financer l'assurance-vieillesse et survivants. Comme le prévoit dans ce cas l'article 28 de la loi sur les rapports entre les conseils, la première initiative déposée est traitée en premier lieu dans les délais prescrits, les initiatives suivantes devant être traitées dans l'ordre où elles ont été déposées, mais dans le délai d'une année à partir de la votation sur la dernière initiative.
L'examen de l'initiative des Verts suivra donc le retrait de l'initiative populaire « énergie et environnement » et le vote du contre-projet ainsi que de la présente initiative. Convaincus, après le rejet de ces propositions, que « le moment n'était pas propice à de nouvelles propositions de textes introduisant les taxes écologiques », les deux chambres soutiennent la position du Conseil fédéral et proposent le rejet de l'initiative qui sera effectivement rejetée en votation le 2 décembre 2001.